# Heybridge Basin
Heybridge Basin – wieś i civil parish w Anglii, w hrabstwie Essex, w dystrykcie Maldon. Leży 2,3 km od miasta Maldon, 15,8 km od miasta Chelmsford i 60,2 km od Londynu. W 2015 miejscowość liczyła 767 mieszkańców.